# Dragan Holcer
Dragan Holcer (ur. 19 stycznia 1945 w Zwiesel, zm. 23 września 2015) – piłkarz słoweński grający na pozycji obrońcy. W swojej karierze rozegrał 52 mecze w reprezentacji Jugosławii.

## Kariera klubowa
Holcer urodził się w niemieckim Zwiesel w hitlerowskim obozie koncentracyjnym. Jego ojciec Franjo był Słoweńcem i żołnierzem Narodowej Armii Wyzwolenia Jugosławii, który zginął na froncie podczas II wojny światowej, a matka miała pochodzenie włosko-austriackie.
Karierę piłkarską Holcer rozpoczął w klubie Radnički Nisz. W sezonie 1963/1964 zadebiutował w nim w pierwszej lidze jugosłowiańskiej. W 1967 roku odszedł do Hajduka Split. Wraz z Hajdukiem trzykrotnie wywalczył mistrzostwo Jugosławii w latach 1971, 1974 i 1975 oraz trzykrotnie zdobył Puchar Jugosławii w latach 1972, 1973 i 1974.
W 1975 roku Holcer wyjechał do Niemiec i został piłkarzem drugoligowego VfB Stuttgart. W sezonie 1976/1977 wywalczył ze Stuttgartem awans do pierwszej ligi. W 1981 roku odszedł do FC Schalke 04, a po sezonie 1981/1982 zakończył w nim swoją karierę.
| Sezon   | Klub          | Kraj       | Rozgrywki     | Mecze | Bramki |
| ------- | ------------- | ---------- | ------------- | ----- | ------ |
| 1963/64 | Radnički Nisz | Jugosławia | Prva liga     | 20    | 2      |
| 1964/65 | Radnički Nisz | Jugosławia | Prva liga     | 22    | 3      |
| 1965/66 | Radnički Nisz | Jugosławia | Prva liga     | 28    | 3      |
| 1966/67 | Radnički Nisz | Jugosławia | Prva liga     | 26    | 0      |
| 1967/68 | Hajduk Split  | Jugosławia | Prva liga     | 28    | 0      |
| 1968/69 | Hajduk Split  | Jugosławia | Prva liga     | 34    | 0      |
| 1969/70 | Hajduk Split  | Jugosławia | Prva liga     | 28    | 0      |
| 1970/71 | Hajduk Split  | Jugosławia | Prva liga     | 33    | 0      |
| 1971/72 | Hajduk Split  | Jugosławia | Prva liga     | 31    | 0      |
| 1972/73 | Hajduk Split  | Jugosławia | Prva liga     | 31    | 0      |
| 1973/74 | Hajduk Split  | Jugosławia | Prva liga     | 26    | 0      |
| 1974/75 | Hajduk Split  | Jugosławia | Prva liga     | 4     | 0      |
| 1975/76 | VfB Stuttgart | RFN        | 2. Bundesliga | 35    | 0      |
| 1976/77 | VfB Stuttgart | RFN        | 2. Bundesliga | 38    | 1      |
| 1977/78 | VfB Stuttgart | RFN        | Bundesliga    | 34    | 0      |
| 1978/79 | VfB Stuttgart | RFN        | Bundesliga    | 31    | 1      |
| 1979/80 | VfB Stuttgart | RFN        | Bundesliga    | 28    | 0      |
| 1980/81 | VfB Stuttgart | RFN        | Bundesliga    | 13    | 0      |
| 1981/82 | FC Schalke 04 | RFN        | 2. Bundesliga | 12    | 0      |

## Kariera reprezentacyjna
W reprezentacji Jugosławii Holcer zadebiutował 19 września 1965 roku w wygranym 5:2 meczu eliminacji do MŚ 1966 z Luksemburgiem. W 1968 roku został powołany do kadry Jugosławii na Mistrzostwa Europy 1968. Na tym turnieju wystąpił w trzech meczach: półfinale z Anglią (1:0) i finałach z Włochami (1:1, 0:2). Z Jugosławią wywalczył wicemistrzostwo Europy. W reprezentacji Jugosławii od 1965 do 1974 roku rozegrał 52 spotkania.